# Petr Uher
Petr Uher (* 14. Dezember 1958 in Prag) ist ein tschechischer Arzt für Frauenheilkunde und Geburtshilfe, Facharzt für Reproduktionsmedizin und Endokrinologie, wissenschaftlicher Assistent am Institut für Sexualforschung der Karls-Universität in Prag, Gründer einiger Zentren für Reproduktionsmedizin, Autor zahlreicher wissenschaftlicher Publikationen und Bücher über Reproduktionsmedizin und Genetik. Derzeit arbeitet er auch als leitender Arzt und Geschäftsführer von Zentren des Instituts für Reproduktionsmedizin und Genetik in Karlsbad sowie bei FertiCare in Prag.

## Leben und Wirken
Petr Uher studierte von 1978 bis 1984 an der Medizinischen Fakultät der Masaryk-Universität in Brünn. Seine Facharztausbildung zum Arzt für Frauenheilkunde und Geburtshilfe schloss er in den Jahren 1987 und 1992 ab. Im Jahr 1996 erwarb er die Anerkennung als Dr. Med. Univ. an der Leopold-Franzens-Universität Innsbruck. Seit 2009 ist er auch als Facharzt für Reproduktionsmedizin und Endokrinologie tätig und seit 2011 der Titelinhaber Ph.D. auf dem Gebiet der Reproduktionsmedizin.
Darüber hinaus absolvierte er 1990 einen Zertifizierungskurs Andrologie an der 1. Medizinischen Fakultät der Karls-Universität in Prag, 1991 einen Workshop zum Thema Einfrieren von Embryonen (Erlangen, Deutschland), 1995 Kurse für fortgeschrittene endoskopische Operationstechniken (Hamburg, Deutschland), einen Kurs Doppler-Sonographie (Berlin, Deutschland), 2001 bis 2008 Kurse in Endokrinologie (München, Deutschland), 2006 bis 2007 ein Praktikum zum Thema Molekularbiologie bei Wiliam Howatt (Tampere, Finnland) und 2006 bis 2007 Praktikum und Praxis in der PID am RGI Institute (Chicago, USA). 2010 erwarb er das Zertifikat Elektroakupunktur nach Voll.
Neben seiner Muttersprache spricht er mehrere Fremdsprachen (Englisch, Deutsch und zum Teil Russisch).
Petr Uher wirkte von 1984 bis 1985 im Spezialisten-Team unter Leitung von L. Pilka an der Gynäkologischen Klinik der Masaryk-Universität in Brünn, dem vor dreißig Jahren die erste Zeugung durch assistierte Reproduktion in Mitteleuropa gelang. Nach seinem Weggang aus Tschechien arbeitete er mehrere Jahre als Stellvertreter des leitenden Arztes eines der größten europäischen Institute für Reproduktionsmedizin in Bregenz (Österreich) und Niederuzwil (Schweiz).
Uher arbeitete 1984 und 1985 als Assistent an der Klinik für Gynäkologie und Geburtshilfe, Medizinische Fakultät MU Brünn. 1992 und 1993 war er als Leiter der Abteilung für assistierte Reproduktion an der Klinik für Gynäkologie der MU Brünn. Darauf folgte bis 2001 seine Stelle als Stellvertreter des Chefarztes der gynäkologischen Abteilung im Krankenhaus Dornbirn (Österreich). Als leitender Arzt im IVF Institut Herbert Zech, Niederuzwil (Schweiz), war Uher in den Jahren 2002 und 2003 tätig. Von 2003 bis 2011 war er leitender Arzt und Geschäftsführer des von ihm gegründeten IVF HerbertZech in Pilsen. Daneben war Uher Leiter der Abteilung für assistierte Reproduktion an der Klinik für Gynäkologie FN UK Pilsen und Assistent am Embryologischen Institut MF UK Pilsen.
Seit 2011 ist Uher wissenschaftlicher Assistent am Institut für Sexualforschung der Karls-Universität in Prag. Er ist zudem seit 2012 leitender Arzt und Geschäftsführer des Instituts für Reproduktionsmedizin und Genetik in Karlsbad. Im Jahr 2017 wurde er CEO und medizinischer Leiter beim FertiCare SE in Prag.

## Mitgliedschaften
Uher ist Mitglied des Verbandes der Privatgynäkologen SSG ČR, der Czech Medical Association of J. E. Purkyně (Bereich der assistierten Reproduktion) und der Tschechischen Gesellschaft für Sexualforschung, sowohl der ESHRE. Zudem ist er in der Österreichischen Gesellschaft für Reproduktionsmedizin und Endokrinologie, des Bundesverbandes der Frauenärzte und des Rotary klub Pilsen.